# Georgia Ward
Georgia Ward (Londra, 17 agosto 1995) è una tuffatrice britannica.

## Palmarès
- Europei di nuoto/tuffi

Rostock 2015: argento nella piattaforma 10m sincro
Londra 2016: argento nel piattaforma 10 m sincro misti; bronzo nella piattaforma 10 m; bronzo nella gara a squadre mista.